# Friesenwall (Zweiter Weltkrieg)
Der Begriff Friesenwall kennzeichnet eine projektierte, aber nur teilweise vollendete Wehranlage an der deutschen Nordseeküste, die gegen Ende des Zweiten Weltkriegs erstellt werden sollte. Der Plan der Anlage entsprang der Angst der deutschen Führung vor einer Invasion an der Nordseeküste. Beim Bau wurden etwa 25.000 Arbeiter eingesetzt, von denen mehrere Hundert zu Tode kamen.
Der Name der Befestigung sollte sowohl Assoziationen an den als „unbezwingbar“ propagierten Westwall wecken als auch auf nationalsozialistische Mythen der besonders „naturwüchsigen“ und kampfstarken Friesen hinweisen.
Adolf Hitler erteilte am 28. August 1944 den Befehl, die deutsche Nordseeküste von der niederländischen Grenze bis nach Dänemark zu befestigen. Für den Friesenwall entstanden Panzergräben von fünf Metern Breite und vier Metern Tiefe sowie zum Teil verbunkerte Stellungen.
Für den Bau wurden etwa 16.000 Kriegsgefangene herangezogen sowie 6.000 Häftlinge, die aus dem KZ Neuengamme in neu errichtete Außenlager in den KZ Engerhafe (2.000 Gefangene) in Ostfriesland, Meppen-Versen und Dalum im Emsland und Schwesing und Ladelund (insgesamt 4.000 Gefangene) in Nordfriesland verfrachtet wurden. Die Häftlinge stammten aus ganz Europa und waren aus verschiedensten Gründen ins KZ Neuengamme eingeliefert worden. Über die Hälfte waren Niederländer; weitere große Gruppen stammten aus Frankreich, Dänemark und Polen. Dazu kam ein Aufgebot aus Volksdeutschen: Hitlerjungen, ältere Männer, Angehörige der Wehrmacht und der Organisation Todt. Teilweise verfrachtete die deutsche Führung ganze Schulklassen an die Küste, um die Arbeiten zu leisten.
Die KZ-Häftlinge arbeiteten sieben Tage die Woche je zwölf Stunden. Im Dauerregen des Herbsts 1944 mussten sie mit primitivem Gerät den schweren und nassen Kleiboden bewegen. Im Lager Schwesing starben von September bis Dezember 300 bis 500 Menschen, im Lager Ladelund vom 1. November bis zum 16. Dezember weitere 300.
Der Friesenwall sollte aus Schützengräben und Unterständen direkt am Seedeich bestehen und durch zwei Panzergräben weiter im Binnenland sowie durch sogenannte Riegelstellungen parallel zur deutsch-dänischen Grenze ergänzt werden.
Die nur halbherzig geplanten und durchgeführten Arbeiten gerieten bald in den Sog des sich abzeichnenden unaufhaltbaren Zusammenbruchs und wurden teilweise bereits Ende 1944, spätestens aber im Februar 1945 aufgegeben. Der Friesenwall wurde nur zwischen Husum und Bredstedt mehr oder weniger fertiggestellt und blieb im Norden Nordfrieslands ein Flickwerk. Insgesamt errichteten die Arbeiter an der nordfriesischen Küste 237 Kilometer Panzergräben, 250 Kilometer Stellungsgräben und 4633 Ringstände.
Für einen gesonderten „Befestigungsring“ innerhalb des Friesenwalls um Hamburg wurde das Lager Wedel eingerichtet.
Die Anlage war militärisch sinnlos und wurde nie benötigt. Zum größten Teil wurde sie nach Kriegsende zugeschüttet. Einige Bunkerruinen und Panzersperren des Friesenwalls sind an der Küste noch heute erhalten.